# Список серий послематчевых пенальти в мужских футбольных турнирах на Олимпийских играх

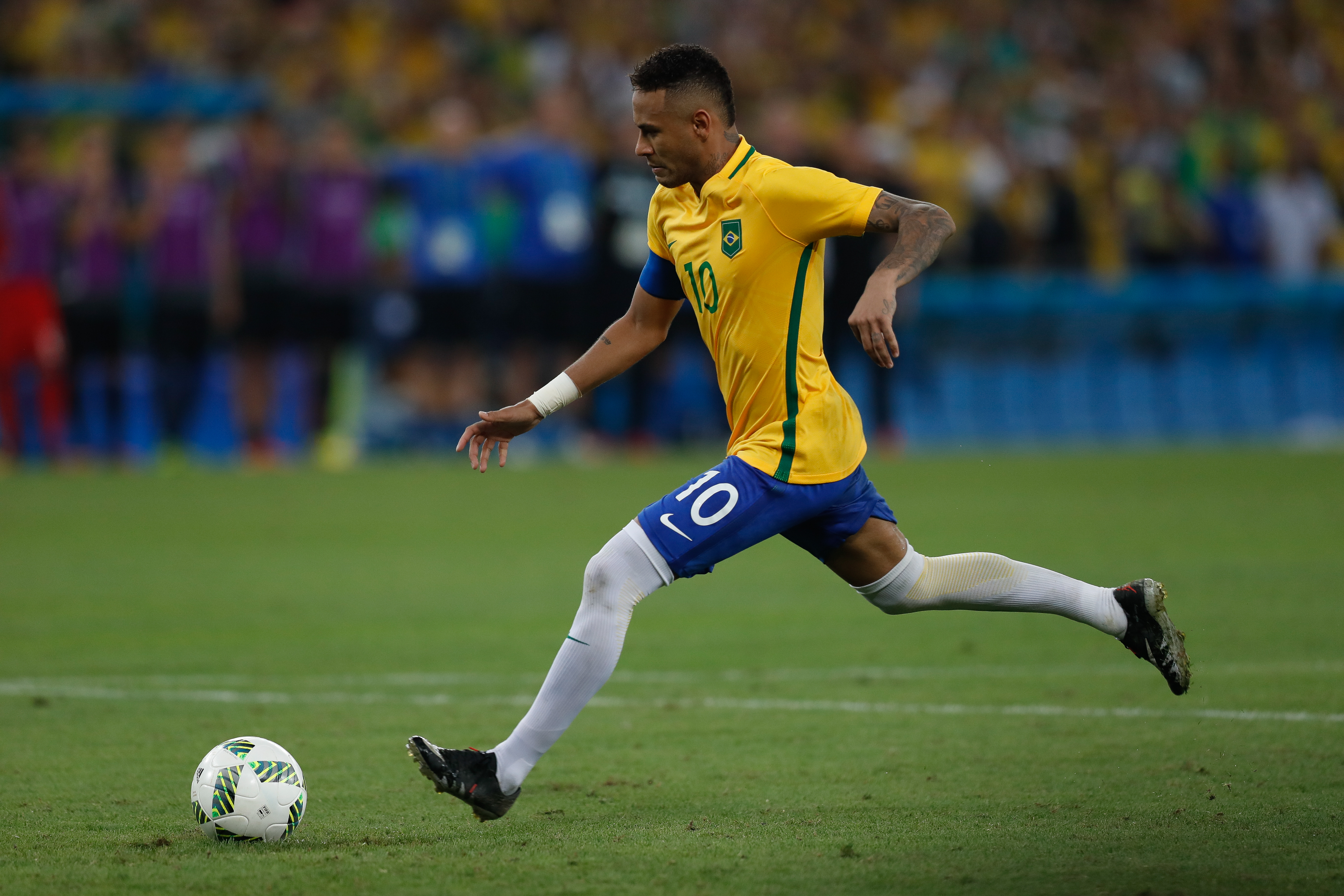
Неймар исполняет решающий пенальти в финале против Германии, принеся Бразилии первую золотую олимпийскую медаль в футболе

Соревнования по футболу впервые были проведены на летних Олимпийских играх 1900 в Париже. Три клуба из Франции, Бельгии и Великобритании сыграли два мача. Сначала французский «Унион Франс де Спортс Атлетик» обыграл команду Брюссельского свободного франкоязычного университета из Бельгии со счётом 6:2 и затем встретился с британским «Аптон Парком». Британцы победили французов со счётом 4:0 и были провозглашены первыми олимпийскими чемпионами. Франция стала второй командой, Бельгия третьей. С 1992 года на Олимпийских играх действует возрастное ограничение: к участию допускаются футболисты не старше 23 лет, но помимо них могут участвовать до трёх игроков любого возраста.
Первая серия пенальти состоялась в 1984 году на Олимпийских играх в Лос-Анджелесе в четвертьфинальном матче между Канадой и Бразилией. Последние выиграли её со счётом 4:2. В списке приведены все серии послематчевых пенальти в рамках мужских футбольных турниров на Олимпийских играх. По состоянию на момент окончания Олимпийских игр в Токио исход восьми матчей был решён в послематчевых сериях.

## Список серий послематчевых пенальти
Легенда
| - = гол - = промах | - золотой фон = серия пенальти завершилась этим ударом (голом) - красный фон = серия пенальти завершилась этим ударом (промахом) | - серый фон = первый удар в серии пенальти - горизонтальная линия = удары сверх пяти основных |

| №  | Год  | Победитель       | Счёт | Проигравший    | Серия пенальти | Серия пенальти | Серия пенальти | Победившая сборная | Победившая сборная                                               | Проигравшая сборная                            | Проигравшая сборная | Раунд    | Дата             | Отчёт      |
| №  | Год  | Победитель       | Счёт | Проигравший    | С              | П              | У              | Вратарь            | Игроки                                                           | Игроки                                         | Вратарь             | Раунд    | Дата             | Отчёт      |
| -- | ---- | ---------------- | ---- | -------------- | -------------- | -------------- | -------------- | ------------------ | ---------------------------------------------------------------- | ---------------------------------------------- | ------------------- | -------- | ---------------- | ---------- |
| 1. | 1984 | Бразилия         | 1:1  | Канада         | 4:2            | 0:2            | 4:4            | Ж. Риналди         | Жилмар · Кита · Адемир · Андре Луис                              | Уилсон · Митчелл · Бридж · Грей                | Леттьери            | ¼ финала | 6 августа 1984   | [ Матч 1 ] |
| 2. | 1988 | Бразилия         | 1:1  | ФРГ            | 3:2            | 1:3            | 4:5            | Таффарел           | Жуан Паулу · Винк · Ромарио · Крус ·                             | Янссен · Клинсман · Клеппингер · Фах · Вуттке  | Кампс               | ½ финала | 27 сентября 1988 | [ Матч 2 ] |
| 3. | 2000 | США              | 2:2  | Япония         | 5:4            | 0:1            | 5:5            | Фридель            | Вагенас · Эйгус · Донован · Волфф · Викторине                    | Накамура · Инамото · Мориока · Наката · Мёдзин | Нарадзаки           | ¼ финала | 23 сентября 2000 | [ Матч 3 ] |
| 4. | 2000 | Камерун          | 2:2  | Испания        | 5:3            | 0:1            | 5:4            | Камени             | Мбома · Это’о · Жереми · Лорен · Воме                            | Хави · Капдевила · Амайя · Альбельда ·         | Арансубия           | Финал    | 30 сентября 2000 | [ Матч 4 ] |
| 5. | 2012 | Республика Корея | 1:1  | Великобритания | 5:4            | 0:1            | 5:5            | Ли Бом Ён          | Ку Джа Чхоль · Пэк Сон Дон · Хван Сок Хо · Пак Чон У · Ки Сон Ён | Рэмзи · Клеверли · Доусон · Гиггз · Старридж   | Батленд             | ¼ финала | 4 августа 2012   | [ Матч 5 ] |
| 6. | 2016 | Бразилия         | 1:1  | Германия       | 5:4            | 0:1            | 5:5            | Вевертон           | Р. Аугусто · Маркиньос · Рафинья · Луан · Неймар                 | Гинтер · Гнабри · Брандт · Зюле · Петерсен     | Хорн                | Финал    | 20 августа 2016  | [ Матч 6 ] |
| 7. | 2020 | Япония           | 0:0  | Новая Зеландия | 4:2            | 0:2            | 4:4            | Тани               | Уэда · Итакура · Накаяма · Ёсида                                 | Вуд · Какаче · Льюис · Маккоуэтт               | Вауд                | ¼ финала | 31 июля 2021     | [ Матч 7 ] |
| 8. | 2020 | Бразилия         | 0:0  | Мексика        | 4:1            | 0:2            | 4:3            | Сантос             | Дани Алвес · Мартинелли · Гимарайнс · Рейниер                    | Агирре · Васкес · Родригес ·                   | Очоа                | ½ финала | 3 августа 2021   | [ Матч 8 ] |